# Gustaaf De Stobbeleir
Gustaaf Paul Jaak De Stobbeleir (Aalst, 15 augustus 1900 - 13 februari 1985) was een Belgisch senator.

## Levensloop
De Stobbeleir was handelaar in olieproducten. In 1926 werd hij gemeenteraadslid van Aalst en van 1935 tot 1947 was hij schepen. Hij was een korte tijd waarnemend burgemeester.
In 1949 werd hij verkozen tot liberaal senator voor het arrondissement Aalst-Oudenaarde, in 1950 werd hij gecoöpteerd senator en vanaf 1954 was hij opnieuw verkozen voor het arrondissement Aalst-Oudenaarde, een mandaat dat hij vervulde tot in 1956. In 1961 wilde hij zich opnieuw kandidaat voor de senaat stellen, maar de liberale partij weigerde dit. Hij presenteerde zich dan maar met een scheurlijst en ontnam hierdoor een zetel aan de liberalen, zonder zelf verkozen te zijn.
De Stobbeleir was een gerenommeerd carnavalist. Op zijn initiatief werd in 1954 door het Verbond van vaderlandslievende verenigingen van Aalst voor het eerst een prins carnaval verkozen.
Van 1971 tot 1982 was hij voorzitter van de carnavalsgroep De Aalsterse Gilles. Van hem werd een afbeelding gemaakt voor Reus Gustaaf die in de carnavalstoet werd meegedragen.